# Diocesi di Semta
La diocesi di Semta (in latino Dioecesis Semtensis) è una sede soppressa e sede titolare della Chiesa cattolica.

## Storia
Semta, identificabile con Dzemda nell'odierna Tunisia, è un'antica sede episcopale della provincia romana dell'Africa Proconsolare, suffraganea dell'arcidiocesi di Cartagine.
Sono solo due i vescovi documentati di Semta. Il cattolico Maggiorino intervenne alla conferenza di Cartagine del 411, che vide riuniti assieme i vescovi cattolici e donatisti dell'Africa romana; in quell'occasione la sede non aveva vescovi donatisti. Florenzio prese parte al concilio antimonotelita di Cartagine del 646.
Dal 1927 Semta è annoverata tra le sedi vescovili titolari della Chiesa cattolica; dal 27 dicembre 2018 il vescovo titolare è Juan Gómez, vescovo ausiliare di Santa Cruz de la Sierra.

## Cronotassi

### Vescovi
- Maggiorino † (menzionato nel 411)
- Florenzio † (menzionato nel 646)

### Vescovi titolari
- Gregorij Rožman † (17 marzo 1929 - 17 maggio 1930 succeduto vescovo di Lubiana)
- Beato Frano Gjini † (3 luglio 1930 - 4 gennaio 1946 nominato vescovo di Alessio)
- Hector Catry, O.F.M.Cap. † (4 luglio 1946 - 18 marzo 1972 deceduto)
- Sergio Otoniel Contreras Navia † (25 gennaio 1974 - 23 dicembre 1977  nominato vescovo di Temuco)
- Dominik Kaľata, S.I. † (16 marzo 1985 - 24 agosto 2018 deceduto)
- Juan Gómez, dal 27 dicembre 2018